# Hellmuth Röhnert
Hellmuth Röhnert (* 21. April 1888 in Wunstorf als William Gotthelf Thiele; † 6. Juni 1945 in Celle) war ein deutscher Manager und Wirtschaftsfunktionär während der Zeit des Nationalsozialismus.

## Leben
1927 wurde er Vorstandsvorsitzender der Vereinigten Elektrotechnischen Fabriken F. W. Busch & Gebr. Jaeger AG.
Im Mai 1932 trat Röhnert der NSDAP bei (Mitgliedsnummer 4.117.916). Er gehörte dem Freundeskreis Reichsführer SS an (auch als „Freundeskreis Himmler“ bekannt).
Seit 1936 war er Mitglied des Aufsichtsrats der Junkers Flugzeug- und Motorenwerke AG und des Beirats der Arado Flugzeugwerke GmbH. Er war ab 1939 Vorstandsvorsitzender der Rheinmetall-Borsig AG Berlin, Vorstandsmitglied der Reichswerke AG für Erzbergbau und Eisenhütten „Hermann Göring“, Busch-Jäger Lüdenscheider Metallwerke AG. Die Unternehmen des „Waffenblocks“ der Reichswerke Hermann Göring standen alle unter Röhnerts Kontrolle. In allen Unternehmen, an denen der Staat beteiligt war und die in der endverarbeitenden Rüstungsindustrie angesiedelt waren, hatte Röhnert einen zentralen Posten im Kontrollgremium. 1942 wurde er von Hermann Göring zum Liquidator der Reichswerke bestellt. Gegen Ende des Krieges saß Röhnert in über 40 Bei- und Aufsichtsräten. Vor allem durch Insidergeschäfte – die Spekulation mit Aktien von den Firmen, bei denen er im Aufsichtsrat saß – vermehrte er sein Vermögen von 200.000 Mark im Jahre 1937 auf knapp 3.000.000 Mark im Jahr 1943.
Röhnert starb 1945 durch Suizid.